# Савунга (Аљаска)
Савунга (енгл. Savoonga) град је у америчкој савезној држави Аљаска.

## Демографија
По попису из 2010. године број становника је 671, што је 28 (4,4%) становника више него 2000. године.
| Група                 | 2000.       | 2010.       |
| Амерички староседеоци | 613 (95,3%) | 634 (94,5%) |
| Белци                 | 28 (4,4%)   | 33 (4,9%)   |
| Афроамериканци        | 0 (0,0%)    | 0 (0,0%)    |
| Азијати               | 1 (0,2%)    | 1 (0,1%)    |
| Хиспаноамериканци     | 0 (0,0%)    | 0 (0,0%)    |
| Укупно                | 643         | 671         |